# Renate (voornaam)
Renate is een meisjesnaam.
Renate is afgeleid van Renatus en is een voornaam van Latijnse origine welke letterlijk wedergeboren, wedergeborene of herborene betekent. (re=opnieuw/her – natus=geboren). 

## Bekende naamdraagsters
- Renate Barbaix - Belgische juriste, hoogleraar en advocate
- Renate Dorrestein - Nederlandse schrijfster, journaliste en feministe
- Renate Franz - Duitse schrijfster
- Renate Freund - Duitse schrijfster
- Renate Gärtner - Duitse voormalige atlete
- Renate Groenewold - Nederlandse oud-schaatsster en oud-schaatscoach
- Renate Götschl - Oostenrijkse alpineskiester
- Renate Habinger - Oostenrijkse grafische kunstenares en illustrator
- Renate Heintze - Duitse sieraadontwerpster, textielkunstenares en (kunst)docente
- Renate Hufkens - Belgische politica
- Renate Irmtraut Bartsch - Duitse taalfilosoof
- Renate Jansen - Nederlandse voetbalster die speelt bij ADO Den Haag
- Renate Junker - Duitse voormalige atlete
- Renate Kern - Duitse schlager- en countryzangeres
- Renate Knaup - Duitse zangeres
- Renate Künast - Duitse politica voor Bündnis 90/Die Grünen
- Renate Kroos - Duitse kunsthistorica en mediëviste
- Renate Limbach - Nederlandse schaakster en onderwijskundige
- Renate Meyer - Duitse voormalige atlete
- Renate Reinsve - Noorse actrice
- Renate Richters - Nederlandse ambtenaar, bestuurster en politica
- Renate Rubinstein - Nederlandse schrijfster, journaliste en columniste
- Renate Schutte - Nederlandse presentatrice en fotomodel
- Renate Sommer - Duitse politica
- Renate Stecher - Duitse voormalige atlete
- Renate van der Bas - Nederlandse journaliste, televisierecensente, columniste en schrijfster
- Renate van der Zalm - Nederlandse televisiepresentator
- Renate van Frankrijk - dochter van koning Lodewijk XII van Frankrijk en Anna van Bretagne
- Renate Verbaan - Nederlandse presentatrice, model en voormalig videojockey
- Renate Verhoeven - Nederlands voetballer
- Renate Vincken - Nederlandse beeldhouwer en keramist
- Renate Weber - Roemeense politica, mensenrechtenactiviste en advocate
- Renate Westerlaken-Loos - Nederlandse politicus van het CDA
- Renate Wouden - Surinaamse vakbondsleider en strijdster voor vrouwenrechter